# Peter Josef Schattner
Peter Josef Schattner (geboren 22. März 1894 in Friedrichsthal (Saar); gestorben 28. April 1962 in Friedrichsthal) war ein sozialdemokratischer Gewerkschafter und Politiker.

## Leben
Peter Josef Schattner besuchte die Volksschule, machte ab 1909 eine Lehre bei
der Gesellschaft für Straßenbahnen im Saartal in Saarbrücken und arbeitete als Straßenbahnschaffner. Schattner wurde Mitglied der SPD. Von April 1916 bis Ende 1918 war er als Kanonier Soldat im Ersten Weltkrieg. Das Saargebiet wurde 1919 vom Deutschen Reich getrennt. Schattner wurde 1919 Mitglied der USPD und kehrte 1922 in die SPD zurück. Von 1919 bis 1922 machte er eine Banklehre in Saarbrücken und arbeitete bis 1927 als Bankangestellter bei der Filiale der Disconto-Gesellschaft in Saarbrücken. Seit 1919 gehörte er dem „Allgemeinen Verband der Deutschen Bankangestellten“ an, er wurde in den Betriebsrat der Bank gewählt und wurde Betriebsratsvorsitzender. Ab 1923 gehörte er für die SPD dem Gemeinderat von Friedrichsthal an. Er heiratete Friedel, sie hatten eine Tochter, die in jungen Jahren verunglückte.
Schattner wechselte 1927 den Beruf, wurde Gewerkschaftssekretär und Gau-Geschäftsführer Stuttgart des „Allgemeinen Verbandes der Deutschen Bankangestellten“. Er war auch in der SPD Württemberg aktiv, für die er am 24. April 1932 für den Württembergischen Landtag kandidierte, allerdings ohne Erfolg.
Nach der Machtergreifung der Nationalsozialisten 1933 floh er vor der Verfolgung der Gewerkschafter zurück ins Saargebiet, und das Ehepaar schlug sich mit einem Tabakwarengeschäft mit Leihbücherei durch. Am 13. Januar 1935 wurde die Saarabstimmung durchgeführt, mit der das Saargebiet „Heim ins Reich“ kam, und am 16. Januar 1935 gab es einen Überfall der Nationalsozialisten auf sein Ladengeschäft. Im Februar 1935 wurden auf dem nationalsozialistischen Index stehende Bücher auch in Schattners Leihbücherei konfisziert. Schattner gelang am 28. März 1936 mit Frau und Kind die Flucht nach Frankreich und von dort nach Brasilien. Auch seine beiden Schwestern emigrierten.
Schattner schlug sich in Rio Negro als Buchhändler durch. Nach Kriegsende gründete er 1946 die „Vereinigung Deutscher Sozialdemokraten“. Im März 1948 kehrte er aus Brasilien ins Saargebiet, das wieder einen politischen Sonderstatus bekommen hatte, zurück, fand Arbeit als Bankangestellter in Saarbrücken und wohnte wieder in Sulzbach. Er gehörte nun der Gewerkschaft „Industrieverband Öffentliche Betriebe und Verwaltungen“ in der „Einheitsgewerkschaft der Arbeiter, Angestellten und Beamten Saarland“ an. Ende 1949 wurde er vom Vorstand der Sozialdemokratischen Partei des Saarlandes (SPS) als Nachfolger von Ernst Roth zum hauptamtlichen SPS-Landessekretär berufen.
Vom 26. August 1949 bis zum 23. Juli 1951 gehörte er auf Vorschlag der SPS dem Kreisrat Saarbrücken an und wurde zum 2. Kreisbeigeordneten im Landkreis Saarbrücken gewählt. In dieser Zeit war er auch Vorsitzender der SPS-Kreisratsfraktion und gehörte als Vertreter des
Landkreises Saarbrücken dem Aufsichtsrat der Vereinigten Saarländischen Elektrizitätswerke (VSE) an. Am 23. Juli 1951 wurde er aus politischen Gründen vom SPS-Landesvorstand als SPS-Landessekretär und als
Mitglied des Kreisrates Saarbrücken abberufen.
Schattner zog Ende Juli 1951 nach Stuttgart und wurde Geschäftsführer in der regionalen, gewerkschaftseigenen Bank für Wirtschaft und Arbeit AG (BfG) Stuttgart. Nach seiner Pensionierung 1959 zog er mit seiner Frau wieder in sein Elternhaus in Friedrichsthal.